# Vin bleu
Le vin bleu peut faire référence à :
- un vin rouge violacé de qualité très médiocre et peu cher[1],[2],[3] que l'on servait entre le XVIIIe siècle et le XIXe siècle généralement dans les établissements festifs (cabarets, goguettes, guinguettes, bistrots, cafés-concerts, restaurants, etc.) de Paris et ses environs. Ces vins étaient le plus souvent produits dans les vignobles autour de Paris ou à proximité (Montmartre, Suresnes, Argenteuil, Meudon, Rueil, Saint-Cloud, Bagneux, Orléans, Brie, etc.). On parlait alors également de « gros bleu », de « petit bleu » ou simplement de « bleu » pour le désigner ;
- un vin atteint de la « maladie du bleu », une altération bactérienne, ou de « casse bleue » (syn. casse ferrique), un défaut physico-chimique du vin[4],[5],[6]. Le terme « bleu du vin » est aussi parfois utilisé pour désigner ces types d'accident de vinification ;
- diverses boissons à base de vin faussement appelées de manière générique « vin bleu ». Leur couleur pouvant être d'un bleu clair ou foncé, ils sont fabriqués par plusieurs entreprises issues de pays du pourtour méditerranéen (Corse, Espagne[7]). Des enquêtes des forces de l'ordre et des organismes spécialisés ont montré qu'il s'agissait d'une fraude : le vin est artificiellement coloré en bleu[8],[9],[10] ;
- un vin rouge aux reflets bleutés, appelé « vin bleu des Vosges », produit par une cave coopérative au sein de la commune de La Neuveville-sous-Montfort dans les Vosges[11],[12],[13].